# شركة مشروبات المغرب
شركة مشروبات المغرب (بالفرنسية: Société des Boissons du Maroc) والتي كانت تسمى سابقا شركة براسري المغرب (Société Brasseries du Maroc)، قبل تغيير تسميتها في 2018، هي شركة مغربية لصنع الجعة والمشروبات الكحولية والماء المعدني وزيت الزيتون.
تأسست شركة براسري المغرب سنة 1919 من قبل مجموعة مصانع الجعة والمبردات (Brasseries et Glacières Internationales) الفرنسية. كانت شركة براسري المغرب تنتمي إلى الشركة الوطنية للاستثمار حتى سنة 2003 حين اشترتها مجموعة كاستل الفرنسية.
منذ شرائها، المجموعة لا تتوقف عن تنويع أنشطتها واستثمارها في فرص جديدة، فقدمت إلى السوق المغربي مشروبَ الملت والفواكه «فيروز» خلال صيف سنة 2006.

## منتجات

### جعة
- جعة محلية:
  - فلاگ Flag
  - كازابلانكا Casablanca
  - ستورك Stork
- جعة تصنع بجوجب الترخيص:
  - هاينكن
  - كاستل بير Castel Beer
  - أكسبور 33 - 33 Export
  - بوفوغ Beaufort
- جعة غير كجولية:
  - فلاگ Flag
  - كراون Crown

### نبيذ
- لاروك Larroque
- ماغلو Merlot
- بوغدو Bordeaux
- سيغا Syrah
- كاباغناي Cabernet

### مشروبات الملت
- فيروز Fayrouz
- ماري Merry

### مياه معدنية
- عين إفران.

## المساهمون
في ما يلي توزيع بنية المساهمين، بتاريخ 3 ماي 2017:
- المغربية للاستثمارات والخدمات (شركة قابضة لمجموعة كاستيل): 68.33%
- مساهمون صغار: 17.92%
- الصندوق المهني المغربي للتقاعد: 11.11%
- Lmakmili: 2.21%
- سافاري: 0.43%

## وصلات خارجية
- الموقع الرسمي لبراسري المغرب